# Hasjemieten
De Hasjemieten zijn een Arabische stam waaruit het Hasjemitisch koningshuis is voortgekomen. Deze clan maakt deel uit van de grotere Qoeraisjstam.

## Achtergrond
De clan is vernoemd naar Hashim ibn Abd Manaf, de overgrootvader van de profeet Mohammed. De profeet, zijn dochter Fatima en Ali (de neef van Mohammed en echtgenoot van Fatima) maakten eveneens deel uit van de stam. 
De Hasjemieten leefden vooral in de streek Hidjaz en functioneerden als sjariefen van Mekka van 1201 tot 1924. Deze titel hield in dat zij beschermers waren van de heilige plaatsen Mekka en Medina en pelgrims moesten beschermen. De lijn van de Hoesseinieden beheerste Medina en de lijn van Hassanieden beheerste Mekka. 
Ondanks de verovering door het Ottomaanse Rijk in 1517 bleven de Hasjemieten de leiders over deze steden. De Hassanieden wisten hun heerschappij echter ook over Medina uit te breiden, ten koste van de Hoesseinieden. Wel werden belangrijke Hasjemieten door de Ottomanen als een soort gijzelaars in Istanboel gehouden, waar ze overigens goed behandeld werden. 

### Vanaf 1916
De laatste sjarief van Mekka was Hoessein bin Ali. In de Eerste Wereldoorlog keerde de stam van de Hasjemieten zich tegen de Ottomaanse overheersers. Hij streefde naar onafhankelijkheid voor de Arabieren, iets wat hem door de Britten ook toegezegd werd. In 1916 werd hij koning van het Koninkrijk Hidjaz. Hoessein werd uiteindelijk verslagen door Abdoel Aziz al Saoed, leider van de Saoedi's en stichter en eerste koning van Saoedi-Arabië.
Nadat de Ottomanen door de geallieerde troepen, mede dankzij de Arabieren, verslagen waren, kwam er voor het eerst in 400 jaar een andere heerser in het Midden-Oosten. De Britten kregen van de Volkenbond het mandaat om Mesopotamië en Palestina te besturen. Palestina werd al snel gesplitst in Palestina en Transjordanië. Hoesseins zoon Abdoellah werd koning van Transjordanië en zijn zoon Faisal werd koning van Irak. 
Van de negende eeuw tot 1962 heersten de Hasjemieten uit de dynastie der al-Qasimi over Jemen. Zij droegen de titel Imam van Jemen en vanaf 1926 ook koning van het Mutawakkilitisch Koninkrijk Jemen.
Anno 2023 regeren de Hasjemieten nog in Jordanië, waar Abdoellah II sinds 1999 koning is. Hij gaat in een rechtstreekse mannelijke lijn terug tot Mohammed en Hashim ibn Abd Manaf.
Hasjemietische staten
| Vlag | Naam                       | Hoofdstad | Begin | Einde | Huidige land                | Opmerking                                                              |
| ---- | -------------------------- | --------- | ----- | ----- | --------------------------- | ---------------------------------------------------------------------- |
|      | Koninkrijk Hidjaz          | Mekka     | 1916  | 1925  | Saoedi-Arabië               |                                                                        |
|      | Arabische Koninkrijk Syrië | Damascus  | 1918  | 1920  | Syrië en Jordanië           |                                                                        |
|      | Brits Mandaat Mesopotamië  | Bagdad    | 1920  | 1932  | Irak                        | Brits Mandaatgebied van het Volkerenbond.                              |
|      | Transjordanië              | Amman     | 1921  | 1946  | Jordanië                    | Brits Mandaatgebied van het Volkerenbond.                              |
|      | Koninkrijk Irak            | Bagdad    | 1932  | 1958  | Irak                        |                                                                        |
|      | Jordanië                   | Amman     | 1946  | Heden | Jordanië en Palestina       | Van 1950 tot 1967 was de Westelijke Jordaanoever Jordaans grondgebied. |
|      | Arabische Federatie        | Bagdad    | 1958  | 1958  | Irak, Jordanië en Palestina | Kortstondige confederatie van Irak en Jordanië.                        |